# Franco Mussis
Franco Gabriel Mussis (født 19. april 1992) er en argentinsk fodboldspiller, der spiller som midtbanespiller. Han har tidligere været på kontrakt i danske F.C. København. 

## Klubkarriere

### Gimnasia La Plata
Han begyndte sin professionelle karriere for Gimnasia La Plata i sæsonen 2010-11, hvor han dog ikke opnåede spilletid på førsteholdet. Han spillede for Gimnasia La Plata frem til afslutningen af 2013-14 sæsonen, og har samlet opnået 77 kampe for klubben. Han scoret tre mål, herunder mod Olimpo og mod Boca Juniors.

### FC København
Den 31. januar 2014 blev det offentliggjort, at Mussis skiftede til den danske klub FCK pr. 1. juli 2014 på en femårig kontrakt.
Efter ankomsten til FCK opnåede Mussis blot en enkelt indskiftning i en kamp (0-3 nederlag til Hobro IK) og den 23. august 2014 offentliggjorde FCK, at klubben havde lejet Mussis ud til den italienske klub Genoa CFC med en købsoption.

### Genoa CFC
Opholdet i Genoa blev ingen succes for Mussis, der blot opnåede en enkelt kamp for klubben, hvorfor lejeaftalen blev ophævet den 6. januar 2015. FCK solgte herefter spilleren til den argentinske klub San Lorenzo de Almagro.

### San Lorenzo
I San Lorenzo er det lykkedes Mussis at opnå spilletid.